# Basilique Julia
La basilique Julia ou basilique julienne (en latin : basilica Iulia) est une basilique civile située sur le Forum Romain, construite durant la seconde moitié du Ier siècle av. J.-C. Cet édifice public offre un abri pour les réunions, les procès et autres activités officielles qui se déroulent sur le Forum.

## Localisation
La basilique est construite le long du côté sud du Forum Romain, entre le vicus Tuscus et le vicus Iugarius. Elle remplace la basilique Sempronia datée de 169 av. J.-C. et détruite par un incendie. La nouvelle basilique reprend la même orientation, alignée avec le temple de Castor et Pollux et celui de Saturne (voir le plan).

## Fonction
La basilique abrite les tribunaux civils et des boutiques (tabernae), ainsi que des bureaux administratifs. Sous ses arcades, on pratique également des activités bancaires. À partir du Ier siècle, elle est utilisée pour les séances des Centumviri (le « tribunal des Cent »), jugeant des affaires de succession. Quatre procès peuvent avoir lieu en même temps dans la nef centrale qui est compartimentée, les salles étant séparées par des cloisons amovibles.
Dans ses Épîtres, Pline le Jeune évoque l'affaire pour laquelle il a plaidé dans cette basilique en faveur d'une femme que son père octogénaire a déshéritée alors qu'il veut prendre une nouvelle épouse. Une statue du sénateur et orateur Vibius Crispus est installée dans la basilique en récompense de ses plaidoiries données en présence de l'empereur Domitien. 

## Histoire

### Antiquité
Les travaux de la construction sont probablement lancés par l'édile Lucius Aemilius Paullus, frère du triumvir Lépide, en 54 av. J.-C., au nom de Jules César. Ils sont financés grâce à l'argent du butin de la campagne en Gaule.
La basilique est consacrée avant l'achèvement des travaux en 46 av. J.-C. Ces derniers ne sont achevés que par Octavien (le futur Auguste), qui la baptise du nom de son père adoptif, Jules César. Elle brûle peu de temps après son inauguration, vraisemblablement durant l'incendie de Rome de 14 av. J.-C. et est reconstruite par Auguste, qui l'agrandit. Il la consacre une nouvelle fois, peut-être avant que les travaux ne soient terminés, en 12 ap. J.-C. des noms de Caius et de Lucius Caesar : Basilica Cai et Luci,. Mais ce nom ne perdure pas et l'édifice reste connu comme Basilica Iulia. Il est dit que Caligula s'est tenu sur le toit de la basilique pour jeter des pièces au peuple en contrebas,.

« Il [Caligula] surpassa en prodigalités tout ce qu'on avait vu jusqu'à lui. [...] Pendant plusieurs jours, du haut de la basilique Julia, il jeta au peuple une somme considérable de monnaies. »

— Suétone, Vie des douze Césars, Vie de Caligula, 37, 1-2
Un incendie à Rome sous le règne de l'empereur Carin, en 283 ap. J.-C. détruit en partie la basilique qui est restaurée par Dioclétien, puis de nouveau par Gabinius Vettius Probianus, préfet de la Ville en 416 ap. J.-C., qui la décore avec des statues

### Moyen Âge
Durant l'Antiquité tardive, la basilique est pillée pour la quantité et la qualité de son marbre, réutilisé. Un four à chaux, permettant de brûler ce matériau, a été retrouvé à proximité. Au cours du VIIe ou VIIIe siècle, une partie des ruines de la basilique, l'aile ouest, est convertie en église, peut-être l'église Santa Maria de Cannapara.

### Vestiges
Il ne reste plus que des fragments épars de la basilique Julia dont seules les fondations sont bien visibles sur le Forum Romain. On peut encore apercevoir des éléments du pavage de marbre. Le long du vicus Iugarius subsistent quelques piliers et arches en brique datant de la reconstruction sous Dioclétien.

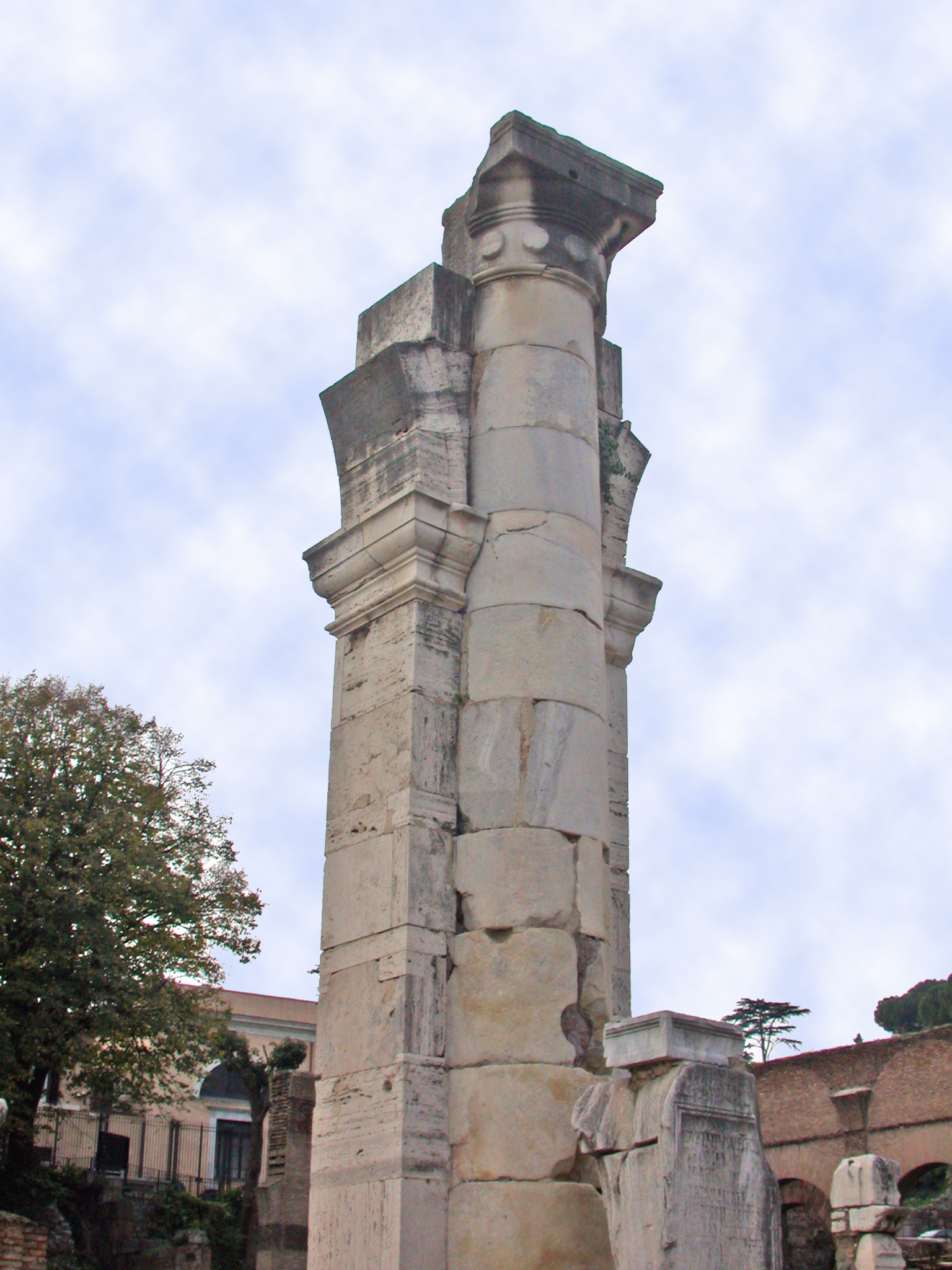
Pilier dorique d'une des arcades de la basilique. L'amorce des arches est encore visible.
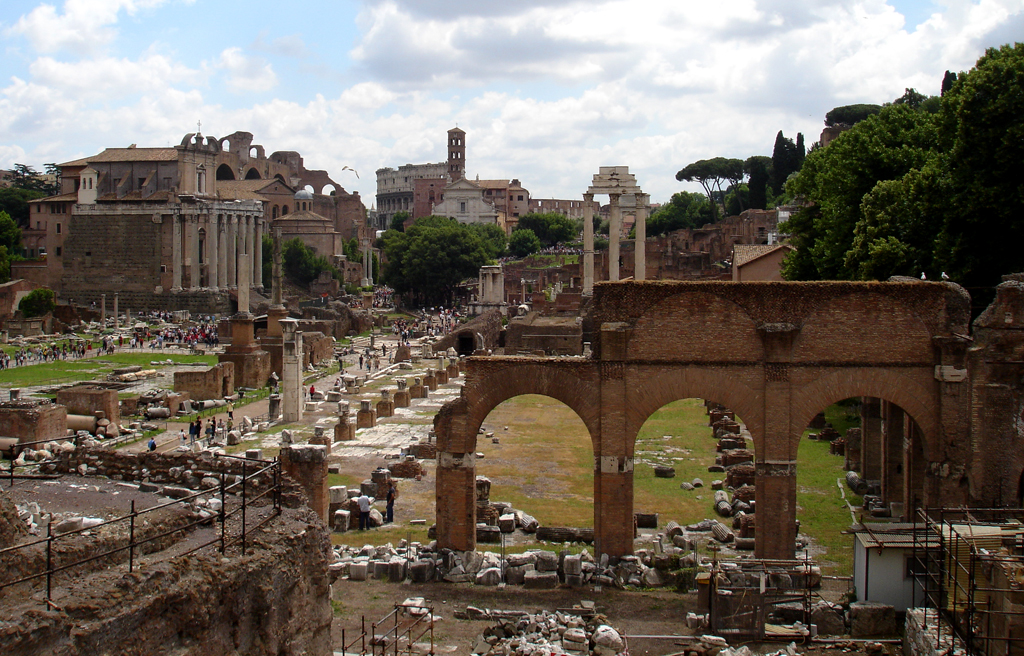
Vestiges des arcades en brique datant du règne de Dioclétien.
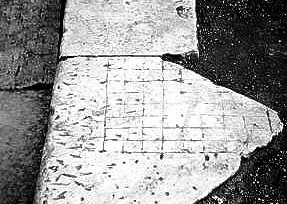
Damier de jeu gravé dans le marbre, sous les arcades, par des passants.

## Description
La basilique est entièrement revêtue de marbre blanc précieux. Elle occupe un espace de 101 mètres de long pour 49 mètres de large. Les arcades extérieures comptent 18 piliers sur les longs côtés et 8 sur les plus courts. On accède aux portiques latéraux depuis l'esplanade du Forum par une volée de marches. La via Sacra, qui borde le long côté nord de la basilique, monte régulièrement tout au long de l'édifice, si bien qu'il faut sept marches pour combler la différence de niveau avec le vicus Tuscus contre seulement une marche au niveau du vicus Iugarius.
Au rez-de-chaussée, la grande nef centrale de la basilique, qui mesure 82 mètres de long pour 16 mètres de large, est entourée de trois rangs de piliers qui forment deux portiques concentriques de 7.5 mètres de large. Le long côté sud est doublé d'une rangée de boutiques (tabernae) comme dans la basilique Aemilia, qui s'ouvre sur la rue reliant le vicus Tuscus au vicus Iugarius. Certaines de ses boutiques comprennent un escalier qui permet d'accéder à l'étage supérieur. Du côté du Forum Romain, la double rangée d'arcades ouvertes protège les promeneurs du soleil et des intempéries. Des escaliers présents de chaque côté permettent d'accéder au deuxième et dernier étage. Les colonnes à ce niveau sont d'ordre dorique. Le sol de la nef centrale est pavé de marbres colorés tandis que les ailes latérales sont pavées de dalles de marbre blanc.
Les portiques du rez-de-chaussée sont surmontés par les galeries qui forment le deuxième étage, d'ordre ionique. Seules les ailes latérales sont doublées par un étage, au centre, la grande nef monte jusqu'au sommet de l'édifice. Elle est couverte d'un plafond en bois et éclairée par d'étroites fenêtres qui donnent sur le toit.